# Clase Royal
La clase Royal es una clase de buques de cruceros ordenados por Carnival Corporation para ser operados por Princess Cruises y P&O Cruises. Actualmente el Royal Princess es el primer buque de la clase.

## Historia
La clase Royal originalmente fue creada para la Princess Cruises en 2009, sin embargo en 2011, Carnival Corporation & plc anunció una nueva orden a los astilleros de Fincantieri de un nuevo crucero para la P&O Cruises.
La construcción de Royal Princess comenzó el 15 de marzo de 2011 en Fincantieri en su astillero de Monfalcone , en Italia.
| Barco              | Año construcción | Año de entrada en servicio | Tonelaje         | Bandera                 | Notas | Imagen           |                  |
| Princess Cruises   | Princess Cruises | Princess Cruises           | Princess Cruises | Princess Cruises        | Princess Cruises | Princess Cruises | Princess Cruises |
| ------------------ | ---------------- | -------------------------- | ---------------- | ----------------------- | --- | ---------------- | ---------------- |
| Royal Princess     | 2013             | Junio de 2013              | 142,714 GT       | Bandera de Bermudas     | |                  |                  |
| Regal Princess     | 2014             | Mayo de 2014               | 142,714 GT       | Bandera de Bermudas     | |                  |                  |
| Majestic Princess  | 2017             | Marzo de 2017              | 144,216 GT       | Bandera del Reino Unido | |                  |                  |
| Sky Princess       | 2019             | Octubre de 2019            | 145,281 GT       | Bandera de Bermudas     | Actual buque insignia de Princess Cruises.                                                                           |                  |                  |
| Enchanted Princess | 2020             | Septiembre de 2020         | 144,650 GT       | Bandera de Bermudas     | Quilla colocada el 14 de febrero de 2019. Flotado el 6 de agosto de 2019.                                            |                  |                  |
| Discovery Princess | 2021             | Marzo de 2022              | 144,650 GT       | Bandera de Bermudas     | Pedido el 19 de enero de 2017. Corte de acero el 14 de febrero de 2019. Entrega prevista originalmente en 2022.      |                  |                  |
| P&O Cruises        |                  |                            |                  |                         | |                  |                  |
| Britannia          | 2015             | Marzo de 2015              | 143,730 GT       | Bandera del Reino Unido | Buque insignia de P&O Cruises y el barco más grande construido específicamente para el mercado británico hasta 2020. |                  |                  |